# Nissan Sunny GTi-R
La Nissan Sunny GTi-R (chiamata anche Nissan Pulsar GTI-R a seconda del mercato) è autovettura da competizione prodotta dalla casa automobilistica giapponese Nissan Motor per prendere parte al campionato del mondo rally dal 1989 al 1992. 
La vettura, omologata nel gruppo A e N, veniva realizzata basandosi sulla variante a tre porte della Nissan Sunny/Pulsar serie N14.

## Vettura stradale
La Nissan Sunny GTI-R (codice interno EGNN14) è la variante europea della giapponese Nissan Pulsar GTI-R (RNN14). Entrambe le versioni differiscono in termini di equipaggiamento e prestazioni. La Sunny GTI-R era disponibile con guida a destra e sinistra per l'Europa (incluso il Regno Unito), mentre la Pulsar GTI-R era disponibile solo con guida a destra.
Esteticamente la vettura si caratterizza per la presenza di uno spoiler posteriore più grande, un cofano anteriore con delle specifiche prese d'aria per il raffreddamento e per l'intercooler, paraurti anteriore con griglie di raffreddamento più grandi e all'interno per la presenza di 3 strumenti aggiuntivi (temperatura dell'olio/pressione dell'olio/pressione di sovralimentazione) nella consolle centrale. Il coefficiente di resistenza aerodinamica è pari a 0,39, e ciò è dovuto come per le altre vetture da rally, alla maggiore deportanza esercita dagli alettoni e dalle appendice aerodinamiche.
La Nissan Sunny GTI-R è spinta dal motore Nissan SR20DET, già utilizzato anche sulla Nissan 200SX. Ad esso era collegato un turbocompressore Garrett GT28 operante ad una pressione di con 0,73 bar. Inoltre, è presente un sistema con un singolo corpo farfallato e uno scambiatore per l'aria di sovralimentazione (il cosiddetto TMIC, Top Mounted Intercooler) montato sopra il motore. La testata, a doppio albero a camme in testa azionato da cinghia dentata a 16 valvole, è in alluminio e dispone di valvole di scarico al sodio per una migliore dissipazione del calore. La versione giapponese della Pulsar GTI-R con guida a destra (RNN14), sviluppa 230 CV e 280 Nm grazie al numero di ottani più elevato presente nei carburanti venduti in Giappone.
Il blocco motore anch'esso in alluminio è un cosiddetto blocco 54C, una variante rinforzata dell'SR20DET, con canali dell'olio e dell'acqua di raffreddamento più grandi. Questo motore è stato utilizzato anche nel British Touring Car Championship sulla Nissan Primera.
La potenza viene trasmessa tramite un cambio manuale a cinque marce e un sistema di trazione integrale permanente. Il cuore del sistema è il differenziale centrale e un differenziale sull'asse posteriore separato, ciascuno dei quali è dotato di giunto viscoso. La trazione integrale si basa sul sistema chiamato ATTESA sviluppato da Nissan. 
Sono state realizzate due versioni della Sunny GTI-R la RB e la Nismo. La prima è un allestimento alleggerito e reso più spartano, con una massa inferiore di 30 kg. La Nismo ne sono state costruite 22 e sostanzialmente si trattava di una versione RB con una maggiore possibilità di personalizzazione, con differenziale autobloccante anteriore, sedili sportivi e rollbar.

## Specifiche tecniche
La rivista specializzata tedesca sport auto ha misurato le seguenti dati prestazionali di in un test comparativo:
- 0-60 km/h: 2,9 s
- 0-80 km/h: 4,2 secondi
- 0-100 km/h: 6,0 s
- 0–120 km/h: 8,2 secondi
- 0-140 km/h: 11,2 s
- 0-160 km/h: 15,2 s
- 0-180 km/h: 20,7 s
- 0-200 km/h: 32,6 secondi

Velocità massima: 226 km/h
Circuito accorciato di Hockenheim: 1.22.7 min.

## Attività sportiva
Per ottenere l'omologazione per la Nissan Sunny, GTI-R, era necessario produrre almeno 5000 veicoli all'anno, ma non è disponibile nessuna cifra ufficiale sugli esemplari totali prodotti.
Per il mercato tedesco venne realizzata un'edizione limitata di soli 600 pezzi.
La vettura venne impiegata attivamente nel Campionato del Mondo Rally 1991 e 1992. Il miglior risultato fu un terzo posto di Stig Blomqvist al 41° Rally di Svezia. In seguito dopo la conclusione della stagione 1992 a causa delle aspettative non mantenute della vettura, la Nissan Motorsports Europe (NME) si ritirò come team ufficiale, ma la vettura continuò a correre attraverso scuderie private. Nel 1992 con alla guida il belga Grégoire de Mevius vinse il campionato PWRC.

## Palmarès
- 1 PWRC (1992)
- 3º posto nel Rally di Svezia 1993